# トム・クラウゼ
トム・クラウゼ（Tom Krause, 1934年7月5日 – 2013年12月6日）は、フィンランド出身のバリトン歌手である。

## 経歴
ヘルシンキに生まれる。初めは医学を学ぶためヘルシンキ大学の医学部に在籍し、その道を進んでいたが、歌やジャズなどを嗜んでいた彼は音楽に興味を示し、1956年からウィーン音楽大学に入学し、1957年、ヘルシンキでリサイタルを開催してデビューを果たす。1958年からベルリン市立歌劇場（現ベルリン・ドイツ・オペラ）で『カルメン』のエスカミーリョを歌ってオペラ歌手としてのデビューを果たす。その後、同歌劇場のメンバーの一員として幅広く活躍する。
オペラ・デビューを果たして間もない頃、ゲオルク・ショルティによってレコーディングされたワーグナーの『トリスタンとイゾルデ』（1960年録音、デッカ・レコード）のクルヴェナルを歌い、世界的に注目を集め、その名が一躍知られることとなった。
1961年から活動の場をハンブルク国立歌劇場へ移ったのち、以降は同地で活動する。1962年に初めてバイロイト音楽祭に出演し、この時は『ローエングリン』の王の伝令官を担当した。この他ザルツブルク音楽祭（1968年）やグラインドボーン音楽祭、メトロポリタン歌劇場（1967年、同時に契約）などの音楽祭にも初出演を飾っている。またウィーン、ロンドン、パリ、ニューヨークなどの主要な歌劇場に客演を果たしている。

## レパートリー
ドイツ・オペラを得意とするが、イタリア・オペラやフランス・オペラ、リート、宗教作品など、レパートリーは幅広い。モーツァルトのオペラを最も得意としている（『フィガロの結婚』の伯爵、『ドン・ジョヴァンニ』、『コジ・ファン・トゥッテ』のグリエルモが代表される）。これ以外には『アンドレア・シェニエ』、『ファウスト』、『椿姫』、『ドン・パスクワーレ』、『フィデリオ』、『タンホイザー』、『トリスタンとイゾルデ』、『ラ・ボエーム』なども得意とする。